# Кротоне
Кротоне (итал. Crotone) град је у јужној Италији. Град је средиште истоименог округа Кротоне у оквиру италијанске покрајине Калабрија.

## Природне одлике
Град Кротоне налази се у источном делу Калабрије, на 70 км источно од седишта покрајине, града Катанцара. Град се сместио на западној обали Јонског мора. Стари део града је на полуострву. Западно од града издижу се планине јужних Апенини.

## Историја
Кротон је антички, грчки град на месту садашње јужне Италије.
Кротон је био ахајска колонија, основана око 710. п. н. е. Цветала је у 7. веку (п. н. е.). Кротон је искористио прилику да ојача војнички и економски после уништења конкурентског града Сибариса 510. п. н. е. Од тог времена, Кротон је био хегемон Италског савеза (грчких градова) који је одржавао састанке управо у Кротону, у храму Хере Лациније. 
Иако је касније Кротон доживљавао поразе од Локрија и Регија, град је остао моћан све до 379. п. н. е., када га је освојио Дионисије I, сиракушки тиранин. Тада је контрола над Италским савезом прешла у руке Тарента. 
270. п. н. е. Кротон је постао римски савезник, али је током Другог пунског рата прешао на страну Ханибала. Римљани су га освојили тек 205-4. године, а основали су своју колонију 194. године. 
После ових догађаја, Кротон губи историјски значај.

## Култура

### Спорт
Најпопуларнији спорт у Кротонеу је фудбал. ФК Кротоне се такмичи у оквиру Серије А.

## Становништво
Према резултатима пописа становништва 2011. у општини је живело 58.881 становника.
| 1931.  | 1936.  | 1951.  | 1961.  | 1971.  | 1981.  | 1991.  | 2001.  | 2011.  |
| ------ | ------ | ------ | ------ | ------ | ------ | ------ | ------ | ------ |
| 18.721 | 21.496 | 31.928 | 43.256 | 50.970 | 58.262 | 59.001 | 60.010 | 58.881 |

Кротоне данас има око 61.000 становника, махом Италијана. То је чак 6 пута становништва више него пре 100 година.

## Партнерски градови
- Јаница
- Хам
- Јингкоу
- Порто

## Галерија
- Градска улица
- Нормански замак у граду
- Ривијера код Кротонеа